# Newton (Misisipi)
Newton es una ciudad del Condado de Newton, Misisipi, Estados Unidos. Según el censo de 2000 tenía una población de 3.699 habitantes y una densidad de población de 199.5 hab/km².

## Demografía
Según el censo de 2000, había 3.699 personas, 1.420 hogares y 971 familias residiendo en la localidad. La densidad de población era de 199,5 hab./km². Había 1.638 viviendas con una densidad media de 88,3 viviendas/km². El 43,90% de los habitantes eran blancos, el 54,69% afroamericanos, el 0,14% amerindios, el 0,62% asiáticos, el 0,19% de otras razas y el 0,46% pertenecía a dos o más razas. El 0,87% de la población eran hispanos o latinos de cualquier raza.
Según el censo, de los 1.420 hogares en el 30,8% había menores de 18 años, el 42,1% pertenecía a parejas casadas, el 22,3% tenía a una mujer como cabeza de familia, y el 31,6% no eran familias. El 29,5% de los hogares estaba compuesto por un único individuo, y el 14,0% pertenecía a alguien mayor de 65 años viviendo solo. El tamaño promedio de los hogares era de 2,50 personas y el de las familias de 3,07.
La población estaba distribuida en un 27,4% de habitantes menores de 18 años, un 9,4% entre 18 y 24 años, un 24,4% de 25 a 44, un 19,6% de 45 a 64, y un 19,2% de 65 años o mayores. La media de edad era 37 años. Por cada 100 mujeres había 80,4 hombres. Por cada 100 mujeres de 18 años o más, había 74,3 hombres.
Los ingresos medios por hogar en la localidad eran de 26.685 dólares ($), y los ingresos medios por familia eran 32.527 $. Los hombres tenían unos ingresos medios de 26.471 $ frente a los 19.333 $ para las mujeres. La renta per cápita para la ciudad era de 15.476 $. El 24,9% de la población y el 20,1% de las familias estaban por debajo del umbral de pobreza. El 35,2% de los menores de 18 años y el 17,6% de los habitantes de 65 años o más vivían por debajo del umbral de pobreza.

## Geografía
Según la Oficina del Censo de los Estados Unidos, la localidad tiene un área total de 18,6 km², todos ellos correspondientes a tierra firme.